# Viduklė
Viduklė est une commune située dans le nord-ouest de la Lituanie à proximité de l'autoroute Kaunas / Klaipeda.

## Histoire
La communauté juive est historiquement importante dans le village, lors du recensement de 1923, 221 juifs y vivent. Dès l'arrivée des allemands en juin 1941, les juifs sont enfermés dans un ghetto. À partir du 24 juillet 1941, plusieurs centaines de juifs sont massacrés lors de différentes exécutions de masse perpétrées par un Einsatzgruppen d'allemands et de nationalistes lituaniens,,.